# Urff zwischen Hundsdorf und der Mündung in die Schwalm
Urff zwischen Hundsdorf und der Mündung in die Schwalm este o arie protejată (arie specială de conservare — SAC, sit de importanță comunitară — SCI) din Germania întinsă pe o suprafață de 42,66 ha, integral pe uscat.

## Localizare
Centrul sitului Urff zwischen Hundsdorf und der Mündung in die Schwalm este situat la coordonatele 51°02′56″N 9°07′25″E / 51.0489°N 9.1236°E.

## Înființare
Situl Urff zwischen Hundsdorf und der Mündung in die Schwalm a fost declarat sit de importanță comunitară în noiembrie 2004 pentru a proteja 1 specie de animale. Situl a fost protejat și ca arie specială de conservare în martie 2008.

## Biodiversitate
Situată în ecoregiunea continentală, aria protejată conține 3 habitate naturale: Cursuri de apă de la nivel de câmpie la nivel montan, cu vegetație Ranunculion fluitantis și Callitricho-Batrachion, Liziere de ierburi înalte hidrofile de câmpie și de nivel montan până la alpin, Păduri aluvionare cu Alnus glutinosa și Fraxinus excelsior (Alno-Padion, Alnion incanae, Salicion albae).
La baza desemnării sitului se află o specie protejată de  pești: cicar (Lampetra planeri).
Pe lângă speciile protejate, pe teritoriul sitului au mai fost identificate 1 specie de plante, 3 specii de pești.